# Esporte em Cuba
O desporto em Cuba tem grande importância para a propaganda do regime político do país, que é reconhecida internacionalmente como uma grande potência olímpica., apesar de a profissionalização do esportes ser proibida pelo governo cubano desde 1961. 
Considerando o tamanho da sua população (pouco mais de 11 milhões de habitantes) e o nível de riqueza do país, o desempenho esportivo de Cuba é assombroso. Cuba participou de 20 edições dos Jogos Olímpicos de Verão, ocupa o 18º lugar no histórico quadro de medalhas dos Jogos Olímpicos e o 2º entre os países da América, superado apenas pelos EUA. As melhores posições alcançadas são o 4.º em San Luis. 1904, 4º em Moscou 1980 e quinto em Barcelona 1992. O país obteve um total de 220 medalhas nas edições de verão: 77 de ouro, 66 de prata e 77 de bronze. Nos Jogos Pan-Americanos está em 2º lugar no histórico quadro de medalhas, atrás apenas dos EUA, e nos Jogos Centro-Americanos e do Caribe está na 1ª posição.
A partir ds anos 2010, porém, seu desempenho esportivo tem despencado. Alguns fatores ajudam a entender esse fenômeno:

1-Fim da União Soviética A União Soviética "patrocinava" países alinhados ao regime soviético. Com o seu fim, o dinheiro para o esporte cubano diminuiu.

2-Saída de alguns atletas para países onde o esporte é profissional. Com isso, eles são consierados desertores do regime, e não podem mais defender a bandeira de Cuba. Embora os melhores atletas de Cuba desfrutem de privilégios como amadores estatais, a diferença de rendimentos em comparação com os seus colegas profissionais no estrangeiro é imensa. Por conta disso, em 2013 o governo cubano permitiu que os atletas ganhassem dinheiro no exterior pela primeira vez.
Devido às associações históricas e à localização geográfica com os Estados Unidos, os cubanos tem como preferência os esportes populares americanos. Embora a maioria dos países latino-americanos adote o futebol como jogo e passatempo nacional, em Cuba as coisas são diferentes. O país não é conhecido internacionalmente como uma potencia futebolística. Em vez disso, o beisebol é o esporte mais popular junto com o vôlei, desportos de luta (luta livre, wrestling, judô e boxe), basquete, vela e trekking.

## História do esporte em Cuba
A Cuba Pós-Revolucionária orgulha-se do seu sucesso nos desportos. Fidel Castro expressou que o esporte deveria ser “um direito do povo, não um direito dos ricos”. Ele comparou a Cuba pré-revolucionária e a pós-revolucionária, explicando que antes, apenas os ricos podiam praticar esportes. Ele entendia que o talento nos esportes vem do trabalho duro e de uma vontade forte. Na sociedade cubana moderna, os esportes e a educação física começam quando a criança tem apenas 45 dias de vida. As mães são ensinadas a exercitar os membros dos filhos e massagear seus músculos para mantê-los saudável. As crianças são ensinadas mais tarde a jogar jogos que se assemelham ao exercício físico.
Em 1961, dois anos após a Revolução, foi criado o Instituto Nacional do Desporto, Educação Física e Recreação (INDER). Este é o ramo governante de todos os esportes e recreação em Cuba. Desenvolveu todos os programas desportivos e educativos actualmente em vigor, incluindo o EIDE, o programa que encontra jovens adultos naturalmente talentosos e os matricula em escolas secundárias orientadas para o desporto. Todas as escolas primárias e secundárias em Cuba ensinam esportes e educação física como disciplina obrigatória. Há cinco esportes ensinados em todas as escolas secundárias padrão: atletismo, basquete, beisebol, ginástica e vôlei. Os alunos que se destacam em determinado esporte costumam competir nas Olimpíadas Juvenis de Verão de Cuba, onde a EIDE vê seu talento e os recruta para uma escola especializada que atende apenas ao seu esporte.
Mais de 27 destas escolas especializadas estão localizadas na Ilha da Juventude, uma ilha de 2.200 km2 ao sul de Cuba. Cada escola matricula cerca de 600 alunos. A maioria deles são semi-internatos onde os alunos embarcam em um barco para a ilha todos os domingos à noite no início da semana e retornam todas as sextas-feiras à noite no final. As escolas estão espalhadas por toda a ilha e possuem pomares de frutas cítricas entre elas. Todos os alunos são obrigados a trabalhar 3 horas por dia colhendo ou enlatando frutas.
Todas as escolas de Cuba participam do Programa Olímpico Júnior, criado em 1963. A competição geralmente começa em julho. Muitas das escolas secundárias padrão competem apenas nos esportes para os quais possuem equipes. Os jogos têm um sistema de escada tradicional onde primeiro competem as escolas locais, depois competem os vencedores distritais e, finalmente, competem os vencedores regionais. Para esportes coletivos, as equipes vencedoras seguirão em frente, e os melhores jogadores de todas as equipes perdedoras formarão um novo tethatich seguirá em frente com os vencedores; Dessa forma, nenhum grande jogador será expulso por causa de um time ruim. A partir de 1978, as Olimpíadas Juvenis Cubanas envolveram 20 esportes: Xadrez, Halterofilismo, Atletismo, Tênis, Futebol, Tênis de Mesa, Basquete, Ginástica, Ginástica Moderna, Natação, Nado Sincronizado, Salto, Voleibol, Pólo Aquático, Ciclismo, Esgrima, Judô, Roller derby, hóquei em patins, tiro com pistola, beisebol e luta livre.
O INDER tem muitos programas, incluindo o Instituto Nacional de Medicina Esportiva, o programa Nacional de Treinadores e o Instituto Nacional de Educação Física. Todos estes foram desenvolvidos durante o período económico relativamente forte de 1960-1990. O Período Especial das décadas de 1990 a 2000 criou muitos desafios especiais para o INDER, incluindo cortes orçamentais e uma quantidade limitada de electricidade, o que levou a apagões no início da década de 1990. Como resultado, muitos dos eventos desportivos nocturnos foram cancelados para preservar a electricidade.
O novo programa desportivo de Cuba permite que os melhores jogadores se aposentem mais cedo e assumam posições em equipas de outros países. Esses outros países os contratam devido ao sucesso de Cuba na formação de atletas vencedores. Esses jogadores ganham um grande salário, com cerca de 80% indo diretamente para o governo cubano. Os jogadores embolsam então os outros 20%, valor superior ao rendimento médio de um residente cubano. É digno de nota que Castro aboliu o desporto profissional em Cuba no início da revolução, fazendo com que todas as ligas e equipas fossem consideradas amadoras. No entanto, essa saída dos melhores atletas e treinadores começou a cobrar seu preço quando, em 1997, Cuba encerrou sua seqüência de 10 anos e 152 jogos consecutivos de vitórias na Copa Internacional de beisebol, depois de perder para o Japão por 11 a 2. Depois disso , Cuba começou a oferecer incentivos materiais, como casas e carros, a bons jogadores, para impedi-los de jogar em outros países. [4] Estas ofertas não se destinavam a impedir que cubanos completamente talentosos deixassem o país, mas sim a manter o sistema equilibrado. Em 2007, havia 50 nações em todo o mundo que empregavam várias centenas de treinadores e treinadores desportivos cubanos.

## Parceria "Esportes e medicina"
Parte indissociável do desporto pela sua influência na obtenção de óptimos resultados, a medicina desempenha um papel fundamental no movimento desportivo cubano na luta contra o flagelo das drogas que não só impede a prática desportiva de forma saudável e limpa, mas também dificulta a educação e a cultura de atletas, treinadores e dirigentes desportivos. Para isso, Cuba conta com o quinto Laboratório Antidopagem da América e à disposição dos países do terceiro mundo. Cuba também tem à disposição dos países latino-americanos o Instituto de Medicina Desportiva , que goza de grande prestígio, desempenhando um papel muito importante na manutenção da saúde dos atletas e na sua reabilitação.